# Henning Stensrud
Henning Stensrud, norveški smučarski skakalec, * 20. avgust 1977, Lørenskog, Oslo.
Skakati je začel leta 1984. Prvič je v svetovnem pokalu nastopil v sezoni 1996/97 v Lillehammerju in osvojil 24. mesto. Že na naslednji tekmi, ki je potekala na letalnici v slovenski Planici, je osvojil 7. mesto.
Sezona 1997/98 velja za Stensrudovo najboljšo. Najprej je na letalnici v Oberstdorfu osvojil 4. mesto, nato pa še 5. mesto na naslednji tekmi v Oberstdorfu, ki je štela tako za svetovni pokal, kot tudi za svetovno prvenstvo v poletih. Za zaključek uspešne sezone je bil še četrti v Planici.